# Sons of Anarchy
Sons of Anarchy is een Amerikaanse televisieserie. De serie is van de hand van Kurt Sutter en gaat over de motorclub 'Sons of Anarchy'. De uitvalsbasis van de Sons is het stadje Charming (niet bestaand) in Californië. De hoofdpersoon van de serie is Jackson "Jax" Teller (gespeeld door Charlie Hunnam), de jonge vicepresident van de club die zich steeds meer afvraagt welke richting de juiste is voor de club en hemzelf. Sons of Anarchy werd voor het eerst uitgezonden op 3 september 2008 op het kanaal FX van de Fox Entertainment Group. De laatste aflevering werd uitgezonden op 9 december 2014. In Nederland wordt de serie vanaf 21 november 2010 uitgezonden op RTL7. In Vlaanderen werd het eerste seizoen vanaf 8 april 2010 uitgezonden op 2BE.

## Verhaal
In de serie staan de clubleden centraal, in het bijzonder zowel het club- als het privéleven van Jax Teller, huidige vicepresident van de club en zoon van een van de oprichters. Naast dingen waar de club mee te maken krijgt, ziet men ook het effect van de club op het stadje Charming en hoe de club het leven van de mensen in haar buurt beïnvloedt.

## Sons of Anarchy MC
De Sons of Anarchy MC is een fictieve motorclub, losjes gebaseerd op de Hells Angels, met meerdere afdelingen in de Verenigde Staten en daarbuiten. De Charming-afdeling is de eerst opgerichte afdeling van de Sons of Anarchy, en zij hebben dan ook de bijnaam "Redwood Original". Een bijnaam voor de Sons is Sam Crow, gebaseerd op het acroniem SAMCRO van Sons of Anarchy Motorcycle Club Redwood Original. De clubleden lijken een voorliefde te hebben voor gemodificeerde Harley-Davidson Dyna Glides. 

John Teller (Jax' vader) en Piermont "Piney" Winston hebben SAMCRO in 1967 na hun terugkomst uit Vietnam opgericht. Zes van de "First 9" clubleden waren veteranen.  Na Johns dood in 1993 is Clay getrouwd met Johns weduwe Gemma. Clay was een van de "First 9". Jax is nu de vicepresident van de club. Hij is recentelijk gescheiden van Wendy, de moeder van zijn zoon Abel, die door het aanhoudende drugsgebruik van Wendy 10 weken te vroeg werd geboren. Jax' nieuwe partner is zijn jeugdliefde Tara, die dokter is in het plaatselijke ziekenhuis.

### Colors
De clubkleuren van de club bestaan uit: een top rocker met "Sons of Anarchy", een bottom rocker met "California", de "MC"-patch (beide een witte ondergrond met donkerblauwe belettering) en het clublogo. 

Het logo bestaat uit een Magere Hein, die in plaats van een normale zeis een M16 met zeisblad en ook een kristallen bol met daarin het anarchielogo vasthoudt. Voor op de leren jasjes (of spijkerjasjes) zijn onder andere patches te zien met "Redwood Original" en "Men of Mayhem". De resterende leden van het eerste uur hebben een "First 9"-patch op hun jasjes.

### Locatie
Het Charming-charter heeft een clubhuis op het terrein van het autogaragebedrijf Teller-Morrow (gefilmd in Tujunga, Los Angeles, California). Charter-President Clay is de leider van de club en beschermt/beheerst het stadje Charming door middel van zijn uitgebreide netwerk, omkoping, chantage en intimidatie. De meeste clubleden hebben een baan bij Teller-Morrow, die ook terugname en beveiligingsklussen doet. Later is de club actief in de porno-industrie. De grootste bron van inkomsten voor de club lijkt echter te bestaan uit wapenhandel.

### Andere personages
Naast de clubleden en hun families ziet men ook andere inwoners van Charming; ook de sheriff en diens plaatsvervanger spelen een belangrijke rol. 

Rivalen van SAMCRO zijn de drugsdealende, extreemrechtse, "Nords" van voormalig Nordic-leider Ernest Darby (de Sons willen Charming namelijk drugsvrij houden en zijn gekant tegen de extremistische "White Supremacy" ideeën van de Nords). Een rivaliserende motorclub bevindt zich in het nabije Nevada, dit zijn de "Mayans" geleid door Marcus Alvarez. Andere organisaties die in de serie een rol spelen zijn de maffia, de Ierse "REAL IRA" (de wapenleverancier van de Sons), de "One-Niners" straatbende, verschillende groepen in het gevangenissysteem, de extreemrechtse "League of American Nationalists" en het "Galindo-kartel".

## Personages uit de show
Enkele personages die vaak te zien zijn naast Charlie Hunnam als Jax; Maggie Siff als Tara, Ron Perlman als voormalig Charter-President Clay Morrow, Katey Sagal als Gemma, Mark Boone Jr. als Bobby Elvis, Kim Coates als Tig, Tommy Flanagan als Chibs, Johnny Lewis als Kip 'Half Sack' Epps, Ryan Hurst als Opie, Theo Rossi als Juice, William Lucking als Piney, David LaBrava als Happy Lowman Kenny Johnson als Herman Kozik Dayton Callie als sheriff Wayne Unser, Taylor Sheridan als Unsers plaatsvervanger David Hale, Glenn Plummer als sheriff Victor "Vic" Trammel van San Joaquin County, Ally Walker als ATF-agente June Stahl, Drea de Matteo als Wendy Case, Adam Arkin als League-leider Ethan Zobelle, Henry Rollins als League-enforcer A.J. Weston, Mitch Pileggi als voormalig Nords-leider Ernest Darby en Emilio Rivera als Mayans MC President Marcus Alvarez. Bijrollen zijn er voor Courtney Love (als mw. Harrison, een schooljuf), Marilyn Manson (als Ron Tully, de leider van een nazigroep in de gevangenis)  Malcolm-Jamal Warner (als Sticky, een bendelid) en Stephen King als Bachman.

## Seizoenen
| Seizoen   | Afleveringen | Première datum VS | Laatste aflevering |
| --------- | ------------ | ----------------- | ------------------ |
| Seizoen 1 | 13           | 3 september 2008  | 26 november 2008   |
| Seizoen 2 | 13           | 8 september 2009  | 1 december 2009    |
| Seizoen 3 | 13           | 7 september 2010  | 30 november 2010   |
| Seizoen 4 | 14           | 6 september 2011  | 6 december 2011    |
| Seizoen 5 | 13           | 11 september 2012 | 4 december 2012    |
| Seizoen 6 | 13           | 11 september 2013 | 10 december 2013   |
| Seizoen 7 | 13           | 9 september 2014  | 9 december 2014    |